# Michel Foucaultbrug
De Michel Foucaultbrug (brug 699) is een vaste brug in Amsterdam Nieuw-West.
De voetbrug is gelegen in het Sloterpark-West en ligt over een sierwater in dat park. Het park werd vanaf 1968 in fasen aangelegd. Deze brug was er niet vanaf het begin bij. Het deel van het Sloterpark ten noorden van de President Allendelaan werd pas in de jaren zeventig aangepakt, maar dat werd keer op keer uitgesteld. Er was, door jarenlange uitstel in de uitvoer van plannen, hier een natuurgebiedje ontstaan met de naam het 'Ruige Riet'.
De brug uit 1974 bestaat uit een houten overspanning met daarop dwarsliggende houten planken. Daarop zijn enigszins wijkende witte balustrades geplaatst. De balustraden lijken in vier delen geplaatst (aan elke kant), per segment zijn twee metalen diagonale verbanden aangebracht. Het geheel wordt gedragen door een drietal betonnen jukken, waarvan er twee in het water staan; de derde is in de walkant geheid.
De brug ging vanaf de aanleg naamloos door het leven; ze was alleen bekend onder haar nummer. Sinds april 2016 nodigt de gemeente Amsterdam actief mensen uit om voorstellen aan te dragen voor dergelijke naamloze bruggen. Het voorstel om deze brug naar de Franse filosoof Michel Foucault te noemen werd in november 2017 goedgekeurd, zodat de brug aldus in de Basisregistraties Adressen en Gebouwen wordt opgenomen. In de omgeving van de buurt zijn ook straten naar filosofen vernoemd. De brug ligt binnen 50 meter van de Mary Wollstonecraftbrug eveneens vernoemd naar een filosoof.

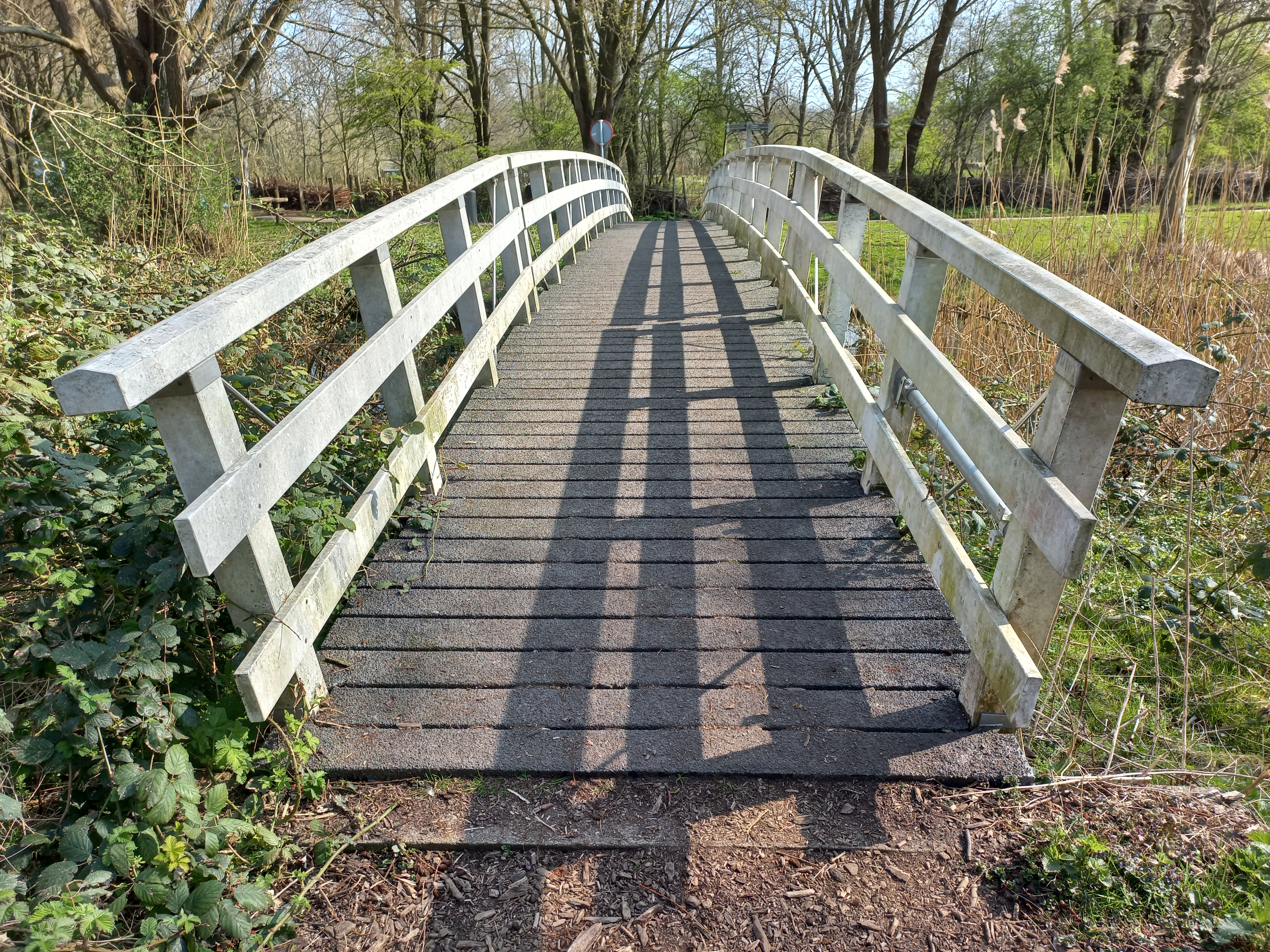
Overzicht over de Michel Foucaultbrug (maart 2022)

<<< · 600 · 601 · 602 · 603 · 604 · 605 · 606 · 607 · 608 · 609 · 610 · 611 · 612 · 613 · 614 · 615 · 616 · 617 · 618 · 619 · 620 · 621 · 622 · 623 · 624 · 626 · 627 · 628 · 629 · 630 · 631 · 632 · 633 · 634 · 635 · 636 · 637 · 638 · 639 · 643 · 651 · 652 · 653 · 655 · 656 · 657 · 658 · 659 · 660 · 661 · 662 · 663 · 664 · 665 · 666 · 667 · 668 · 669 · 670 · 671 · 673 · 674 · 675 · 676 · 677 · 678 · 679 · 681 · 682 · 683 · 684 · 685 · 687 · 688 · 689 · 690 · 691 · 692 · 695 · 696 · 699 · >>>
Verdwenen brugnummers: 625 (afgebroken brug Sam van Houtenstraat), 640, 644, 645, 646, 647, 648, 650, 672 (duiker Cornelis Lelylaan, Rembrandtpark), 694, 698.
Nooit gebouwd: 649, 680 (nooit gebouwde brug Sloterplas).
Brugnummers 641, 642, 654, 686, 693, 694 en 697 zijn onbekend.